# Узденов, Роман Мухадинович
Рома́н Мухади́нович Узде́нов (10 марта 1979) — казахстанский футболист, нападающий. Играл за «Спартак» Нальчик, в составе которого, играя в первом дивизионе, стал лучшим бомбардиром клуба в 2002 году с 12 мячами, а также ряд других команд. Также играл за сборную Казахстана. Работал помощником главного тренера в карагандинском «Шахтёре», а также клубах «Ордабасы» Шымкент и «Атырау».

## Личная жизнь
По национальности — балкарец..